# أليستير ساتكليف
أليستير ساتكليف (بالإنجليزية: Alistair Sutcliffe)‏ هو مهندس بريطاني، ولد في 1951.